# Manitoba Moose

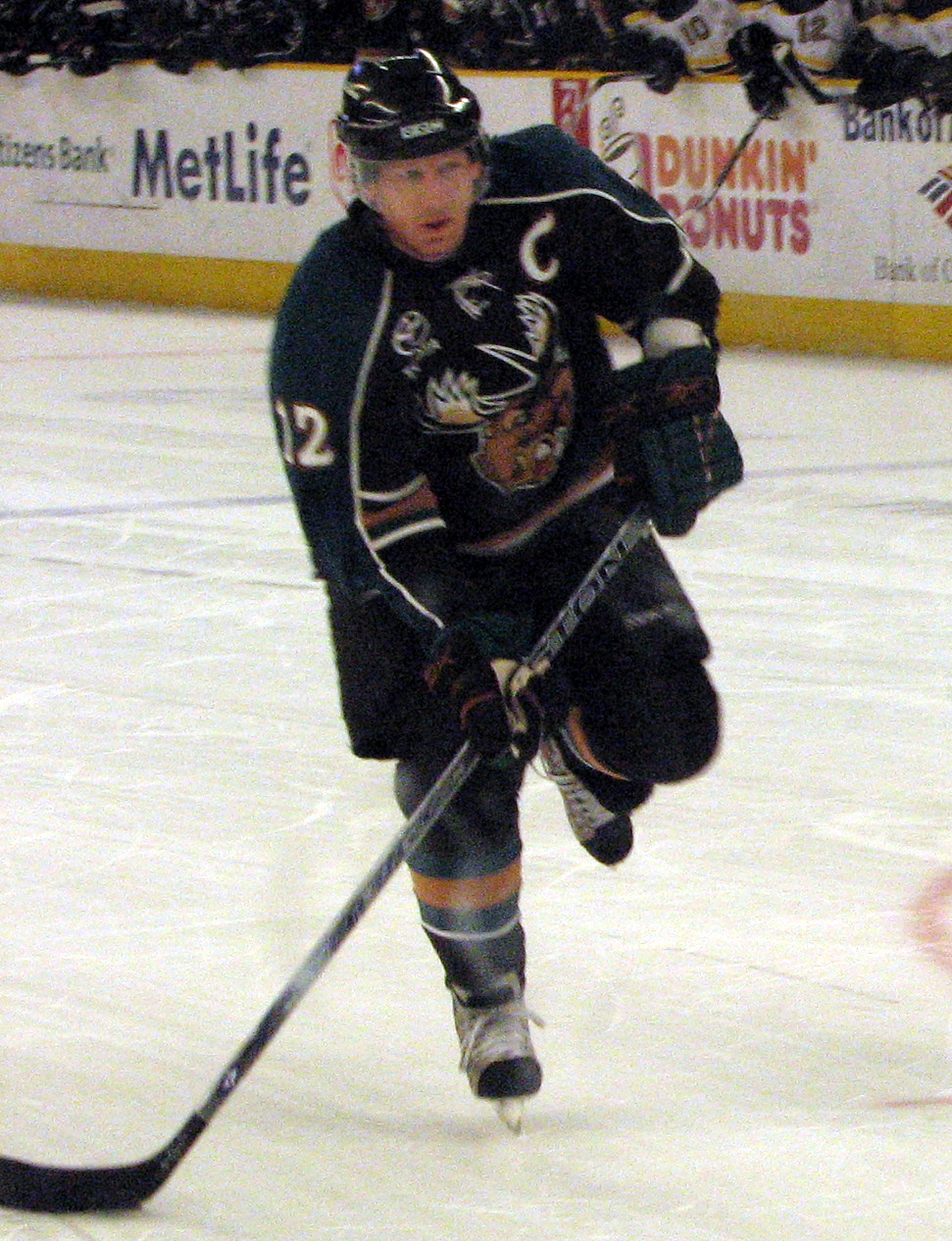
Trojnásobný vítěz Stanley Cupu Mike Keane působil v klubu z rodného města v závěru kariéry (2005–2010, tedy do 43 let)

Manitoba Moose je profesionální kanadský klub ledního hokeje, který sídlí ve Winnipegu v provincii Manitoba. Do AHL vstoupil v ročníku 2001/02 a hraje v Centrální divizi v rámci Západní konference. Své domácí zápasy odehrává v hale MTS Centre s kapacitou 15 015 diváků. Klubové barvy jsou polární modrá, světle modrá, stříbrná a bílá.
Společně se San Jose Barracuda jsou jediným klubem, který sdílí stadion s nadřazeným klubem z NHL – v případě Moose jde o Winnipeg Jets. Manitoba působila v soutěži poprvé od sezony 2001/02, kdy se do ní přesunula ze zaniklé IHL, do ročníku 2010/11. Činnost obnovila v roce 2015.

## První éra
Klub vznikl v roce 1996, kdy se z města odstěhovalo mužstvo NHL Winnipeg Jets. Manitoba nahradila v tehdejší IHL klub Minnesota Moose a hrála své domácí zápasy ve Winipeg Areně. Po zániku IHL se klub stal součástí AHL a oficiální farmou klubu NHL Vancouver Canucks. Od roku 2004 Manitoba používala nové logo a nastupovala ve zmíněné nové aréně. Na jaře 2009 se klub probojoval do finále AHL, ve kterém však podlehl Hershey Bears 4:2 na zápasy.
Původní Winnipeg Jets hrávali v dnes již neexistující Winipeg Aréně v letech 1979–1997 NHL a předtím sedm let v zaniklé konkurenční soutěži WHA.
Protože v MTS Aréně od sezony 2011/12 hrají obnovení Jets NHL, přesunul se klub do St. John’s, kde působil v letech 2011–2015 jako St. John's IceCaps a fungoval jako farma právě pro Jets.

## Návrat
V roce 2015 se Winnipeg rozhodl pro návrat své farmy do MTS arény. Jako název se rozhodlo vedení zvolit opět Moose. Klub St. John's IceCaps AHL však AHL opustil až v roce 2017, protože jeho identitu převzali na dva roky Hamilton Bulldogs.

## Vyřazená čísla
- 12 Mike Keane
- 21 Jimmy Roy

## Úspěchy klubu
- Vítěz základní části – 1x (2008/09)
- Vítěz západní konference – 1x (2008/09)
- Vítězové divize – 2x (2006/07, 2008/09)

## Umístění v jednotlivých sezonách
Stručný přehled
Zdroj:
- 1996–1997: International Hockey League (Středozápadní divize)
- 1997–1998: International Hockey League (Severovýchodní divize)
- 1998–1999: International Hockey League (Středozápadní divize)
- 1999–2001: International Hockey League (Západní divize)
- 2001–2003: American Hockey League (Kanadská divize)
- 2003–2011: American Hockey League (Severní divize)
- 2011–2015: mužstvo neaktivní
- 2015– : American Hockey League (Centrální divize)

Jednotlivé ročníky
Zdroj:
Legenda: Z – zápasy, V – výhry, R- remízy, P – porážky, PP – porážky v prodloužení či na samostatné nájezdy, VG – vstřelené góly, OG – obdržené góly, B – body
| USA / Kanada (1996 – ) |                             |        |    |    |    |    |    |     |     |     |        |
| Sezóny                 | Liga                        | Úroveň | Z  | V  | R  | PP | P  | VG  | OG  | B   | Pozice |
| 1996/97                | IHL (Středozápadní divize)  | 2      | 82 | 32 | –  | 10 | 40 | 262 | 300 | 74  | 5.     |
| 1997/98                | IHL (Severovýchodní divize) | 2      | 82 | 39 | –  | 7  | 36 | 269 | 254 | 85  | 4.     |
| 1998/99                | IHL (Středozápadní divize)  | 2      | 82 | 47 | –  | 14 | 21 | 269 | 236 | 108 | 2.     |
| 1999/00                | IHL (Západní divize)        | 2      | 82 | 37 | –  | 14 | 31 | 227 | 237 | 88  | 5.     |
| 2000/01                | IHL (Západní divize)        | 2      | 82 | 39 | –  | 12 | 31 | 222 | 230 | 90  | 3.     |
| 2001/02                | AHL (Kanadská divize)       | 2      | 80 | 39 | 4  | 4  | 33 | 270 | 260 | 86  | 4.     |
| 2002/03                | AHL (Kanadská divize)       | 2      | 80 | 37 | 8  | 2  | 33 | 229 | 228 | 84  | 2.     |
| 2003/04                | AHL (Severní divize)        | 2      | 80 | 32 | 11 | 2  | 35 | 214 | 232 | 77  | 6.     |
| 2004/05                | AHL (Severní divize)        | 2      | 80 | 44 | –  | 10 | 26 | 243 | 210 | 98  | 3.     |
| 2005/06                | AHL (Severní divize)        | 2      | 80 | 44 | –  | 12 | 24 | 243 | 217 | 100 | 3.     |
| 2006/07                | AHL (Severní divize)        | 2      | 80 | 45 | –  | 12 | 23 | 232 | 201 | 102 | 1.     |
| 2007/08                | AHL (Severní divize)        | 2      | 80 | 46 | –  | 7  | 27 | 236 | 197 | 99  | 3.     |
| 2008/09                | AHL (Severní divize)        | 2      | 80 | 50 | –  | 7  | 23 | 230 | 177 | 107 | 1.     |
| 2009/10                | AHL (Severní divize)        | 2      | 80 | 40 | –  | 7  | 33 | 204 | 232 | 87  | 4.     |
| 2010/11                | AHL (Severní divize)        | 2      | 80 | 43 | –  | 7  | 30 | 220 | 210 | 93  | 3.     |
| …                      |                             |        |    |    |    |    |    |     |     |     |        |
| 2015/16                | AHL (Centrální divize)      | 2      | 76 | 26 | –  | 9  | 41 | 180 | 250 | 61  | 7.     |
| 2016/17                | AHL (Centrální divize)      | 2      | 76 | 29 | –  | 10 | 37 | 197 | 242 | 68  | 7.     |
| 2017/18                | AHL (Centrální divize)      | 2      | 76 | 42 | –  | 8  | 26 | 180 | 250 | 92  | 3.     |
| 2018/19                | AHL (Centrální divize)      | 2      | 76 | 39 | –  | 7  | 30 | 219 | 219 | 85  | 5.     |
| 2019/20                | AHL (Centrální divize)      | 2      | 61 | 27 | –  | 1  | 33 | 160 | 190 | 55  | 8.     |
| 2020/21                | AHL (Kanadská divize)       | 2      | 36 | 18 | –  | 5  | 13 | 109 | 102 | 41  | 2.     |
| 2021/22                | AHL (Centrální divize)      | 2      | 72 | 41 | –  | 7  | 24 | 228 | 204 | 89  | 2.     |
| 2022/23                | AHL (Centrální divize)      | 2      | 72 | 37 | –  | 10 | 25 | 227 | 226 | 84  | 3.     |
| 2023/24                | AHL (Centrální divize)      | 2      | 72 | 34 | –  | 3  | 35 | 225 | 243 | 71  | 5.     |

### Play-off

#### IHL
| Sezona  | Předkolo                   | 1. kolo                    | 2. kolo                    | Finále konference          | Finále Turner Cupu         |
| ------- | -------------------------- | -------------------------- | -------------------------- | -------------------------- | -------------------------- |
| 1996/97 | mužstvo se nekvalifikovalo | mužstvo se nekvalifikovalo | mužstvo se nekvalifikovalo | mužstvo se nekvalifikovalo | mužstvo se nekvalifikovalo |
| 1997/98 | —                          | porážka, 0–3, Chicago      | —                          | —                          | —                          |
| 1998/99 | postup, 2–0, Milwaukee     | porážka, 0–3, Chicago      | —                          | —                          | —                          |
| 1999/00 | porážka, 0–2, Long Beach   | —                          | —                          | —                          | —                          |
| 2000/01 | —                          | postup, 4–3, Houston       | porážka, 2–4, Chicago      | —                          | —                          |

#### AHL
| Sezona  | Předkolo                                      | 1. kolo                                       | 2. kolo                                       | Finále konference                             | Finále Calder Cupu                            |
| ------- | --------------------------------------------- | --------------------------------------------- | --------------------------------------------- | --------------------------------------------- | --------------------------------------------- |
| 2001/02 | postup, 2–1, Worcester I.                     | porážka, 1–3, Bridgeport                      | —                                             | —                                             | —                                             |
| 2002/03 | postup, 2–1, Portland                         | postup, 3–1, Providence                       | porážka, 3–4, Hamilton                        | —                                             | —                                             |
| 2003/04 | mužstvo se nekvalifikovalo                    | mužstvo se nekvalifikovalo                    | mužstvo se nekvalifikovalo                    | mužstvo se nekvalifikovalo                    | mužstvo se nekvalifikovalo                    |
| 2004/05 | —                                             | postup, 4–1, St. John's                       | postup, 4–1, Rochester                        | porážka, 0–4, Chicago                         | —                                             |
| 2005/06 | —                                             | postup, 4–2, Syracuse                         | porážka, 3–4, Grand Rapids                    | —                                             | —                                             |
| 2006/07 | —                                             | postup, 4–3, Grand Rapids                     | porážka, 2–4, Hamilton                        | —                                             | —                                             |
| 2007/08 | —                                             | porážka, 2–4, Syracuse                        | —                                             | —                                             | —                                             |
| 2008/09 | —                                             | postup, 4–2, Toronto                          | postup, 4–0, Grand Rapids                     | postup, 4–2, Houston                          | Finále AHL, 2–4, Hershey                      |
| 2009/10 | —                                             | porážka, 2–4, Hamilton                        | —                                             | —                                             | —                                             |
| 2010/11 | —                                             | postup, 4–3, Lake Erie                        | porážka, 3–4, Hamilton                        | —                                             | —                                             |
| 2011/12 | mužstvo neaktivní                             | mužstvo neaktivní                             | mužstvo neaktivní                             | mužstvo neaktivní                             | mužstvo neaktivní                             |
| 2012/13 | mužstvo neaktivní                             | mužstvo neaktivní                             | mužstvo neaktivní                             | mužstvo neaktivní                             | mužstvo neaktivní                             |
| 2013/14 | mužstvo neaktivní                             | mužstvo neaktivní                             | mužstvo neaktivní                             | mužstvo neaktivní                             | mužstvo neaktivní                             |
| 2014/15 | mužstvo neaktivní                             | mužstvo neaktivní                             | mužstvo neaktivní                             | mužstvo neaktivní                             | mužstvo neaktivní                             |
| 2015/16 | mužstvo se nekvalifikovalo                    | mužstvo se nekvalifikovalo                    | mužstvo se nekvalifikovalo                    | mužstvo se nekvalifikovalo                    | mužstvo se nekvalifikovalo                    |
| 2016/17 | mužstvo se nekvalifikovalo                    | mužstvo se nekvalifikovalo                    | mužstvo se nekvalifikovalo                    | mužstvo se nekvalifikovalo                    | mužstvo se nekvalifikovalo                    |
| 2017/18 | —                                             | postup, 3–2, Grand Rapids                     | porážka, 0—4, Rockford                        | —                                             | —                                             |
| 2018/19 | mužstvo se nekvalifikovalo                    | mužstvo se nekvalifikovalo                    | mužstvo se nekvalifikovalo                    | mužstvo se nekvalifikovalo                    | mužstvo se nekvalifikovalo                    |
| 2019/20 | sezona nedohrána kvůli pandemii koronaviru    | sezona nedohrána kvůli pandemii koronaviru    | sezona nedohrána kvůli pandemii koronaviru    | sezona nedohrána kvůli pandemii koronaviru    | sezona nedohrána kvůli pandemii koronaviru    |
| 2020/21 | playoff se nekonalo kvůli pandemii koronaviru | playoff se nekonalo kvůli pandemii koronaviru | playoff se nekonalo kvůli pandemii koronaviru | playoff se nekonalo kvůli pandemii koronaviru | playoff se nekonalo kvůli pandemii koronaviru |
| 2021/22 | —                                             | porážka, 2–3, Milwaukee                       |                                               |                                               |                                               |
| 2022/23 | —                                             | porážka, 2–3, Milwaukee                       |                                               |                                               |                                               |
| 2023/24 | porážka, 0–2, Texas                           | —                                             | —                                             | —                                             | —                                             |

## Klubové rekordy

### Za sezonu
Góly: 45, Scott Thomas (1998/99)
Asistence: 81, Stephane Morin (1994/95)
Body: 114, Stephane Morin (1994/95)
Trestné minuty: 285 Wade Brookbank (2004–05)
Průměr obdržených branek: 2.04 Cory Schneider (2008/09)
Procento úspěšnosti zákroků: .935 Michael Hutchinson (2017/18)
Vychytaná vítězství: 35 Cory Schneider (2009/10)

### Celkové
Góly: 101, Jimmy Roy
Asistence: 193, Brett Hauer
Body: 251, Brett Hauer
Trestné minuty: 1434, Jimmy Roy
Čistá konta: 12, Cory Schneider
Vychytaná vítězství: 83, Cory Schneider
Odehrané zápasy: 603, Jimmy Roy